# Bernhard Scheichelbauer
 (mars 2023).
Bernhard Scheichelbauer (né le 1er janvier 1890 à Vienne, mort le 30 novembre 1969 dans la même ville) est une personnalité de la franc-maçonnerie autrichienne.

## Biographie
Scheichelbauer fait des études de droit. Après la Première Guerre mondiale, il est directeur de banque à Velden am Wörther See, journaliste et chef du service de presse du Land de Carinthie.
Scheichelbauer rejoint les francs-maçons à Klagenfurt en 1931. Scheichelbauer succède à Karl Doppler comme grand-maître de la Grande Loge d'Autriche de mars 1948 à février 1960. À son initiative, il essaie d'entamer un dialogue avec le cardinal Theodor Innitzer, ce dernier n'y ne répond pas.
Bernhard Scheichelbauer est fonctionnaire et est interdit de travail par les nazis en 1938 et décrit comme le « pire adversaire du nazisme ». Il participe à la fondation du groupe de résistance O5.
Après la fin de la Seconde Guerre mondiale, il travaille à la Bundespressedienst.
Son ouvrage Die Johannis-Freimaurerei: Versuch einer Einführung, paru en 1953, est mis à l’Index librorum prohibitorum le 5 janvier 1954.